# Арафурское болото
Арафурское болото (англ. Arafura Swamp) — крупные пресноводные водно-болотные угодья в Арнем-Ленд, на севере Австралии. Это почти нетронутая пойма с площадью 700 км², которая увеличивается до 1300 км² под конец влажного сезона, что делает это болото самым крупным в Северной территории, и, возможно, во всей Австралии. Глубина болота сильно варьируется от сезона к сезону. Район имеет большое культурное значение для народа йолнгу, в частности для общины Рамингининг. На этом болоте также снимался фильм «Десять лодок».

## География и климат
Болото Арафура — это большая и неравномерная пойма, окруженная невысоким плато высотой 60—100 метров, с заметными эскарпами на востоке и западе. На восточном эскарпе находятся Арафурские джунгли. Он снабжён дренажными каналами и биллабонгами и образует крупный противопаводковый и седиментационный бассейн для системы рек Гойдер-Глайд, основной приток которого поступает с рек Гойдер и Кулпувангай на юге и со стоком на север через реку Глайд в Арафурское море.
Болото находится в муссонном тропическом климате с сухой зимой и дождливым летом со среднегодовым количеством осадков более чем 1000 мм. Дождливый сезон в основном с декабря по апрель. В засушливые годы большая часть болота не имеет свободной стоячей воды во время засушливого сезона. Среднегодовое увеличение глубины воды за сезон дождей составляет почти два метра.

## Флора и фауна
Арафурское болото состоит из 25 отдельных растительных экосистем, с более чем сотней зарегистрированных видов трав, злаков, водных растений, осоковых растений и деревьев. Большая часть болота покрыта низкими лесами и редколесьем над травянистыми сообществами, причем доминирующим видом деревьев является кайюпут.
Болото классифицировано как Ключевая орнитологическая территория (КОТ). Это основной район размножения полулапчатых гусей. Тут также распространены другие водные птицы, такие как странствующая свистящая утка, серая кряква и другие. На болоте находятся колонии королевских колпиц, малых пёстрых бакланов, малых чёрных бакланов и змеешейковых. Земли рядом с болотом поддерживают крупнейшую колонию плоскохвостых папугаев Psephotus dissimilis за пределами города Кэтрин.
Большое количество крылановых питаются и размножаются в обширных лесах из чайного дерева. Ириатерина Вернера, обитающая только в Папуа — Новой Гвинее и Кейп-Йорке, была найдена также в этом болоте. Болото также является важным местом размножения гребнистого и австралийского узкорылого крокодила.

## Культурное значение
Аборигены йолнгу из общины Рамингининг используют это болото для рыбной ловли, охоты и собирательства, включая сбор яиц гусей и крокодилов. На краях болота находятся пастбища сельскохозяйственных животных. Болото является одним из немногих тропических водно-болотных угодий в Австралии, управление которым по-прежнему осуществляется аборигенами с использованием традиционных методов землепользования. Традиционное пользование болотными угодьями исследовалось антропологом Дональдом Томсоном в 1930-х годах.
В 2006 на болоте снимался фильм «Десять лодок». Большинство актёров, игравших в фильме, происходило из общины Рамингининг и говорило на языке йолнгу.
Болото находится в общественной собственности Треста аборигенных земель аборигенов Арнем-Ленда (англ. Arnhem Land Aboriginal Land Trust).